# Isparta Emrespor
Isparta Emrespor ist ein türkischer Fußballverein aus Isparta.

## Geschichte
Isparta Emrespor wurde 1965 als Emrespor von ehemaligen Anhängern von Eskişehirspor gegründet, daher sind das Logo und die Vereinsfarben identisch. Lange Zeit spielte der Verein in den Amateurligen der Türkei, dies änderte sich jedoch, als man in der Saison 2011/12 den ersten Platz in der Bölgesel Amatör Lig erreichte und damit der erstmalige Aufstieg in die TFF 3. Lig nach einem 1:0-Sieg in einem Play-off-Spiel gegen Muğlaspor gelang. Mit dem Aufstieg in die vierte Liga benannte sich der Verein um und trägt seither den heutigen Namen. In der vierten Liga belegte der Verein in der Saison 2012/2013 den 16. Platz mit 32 Punkten und musste somit direkt wieder in die Bölgesel Amatör Lig absteigen.